# Vrak z Uluburun

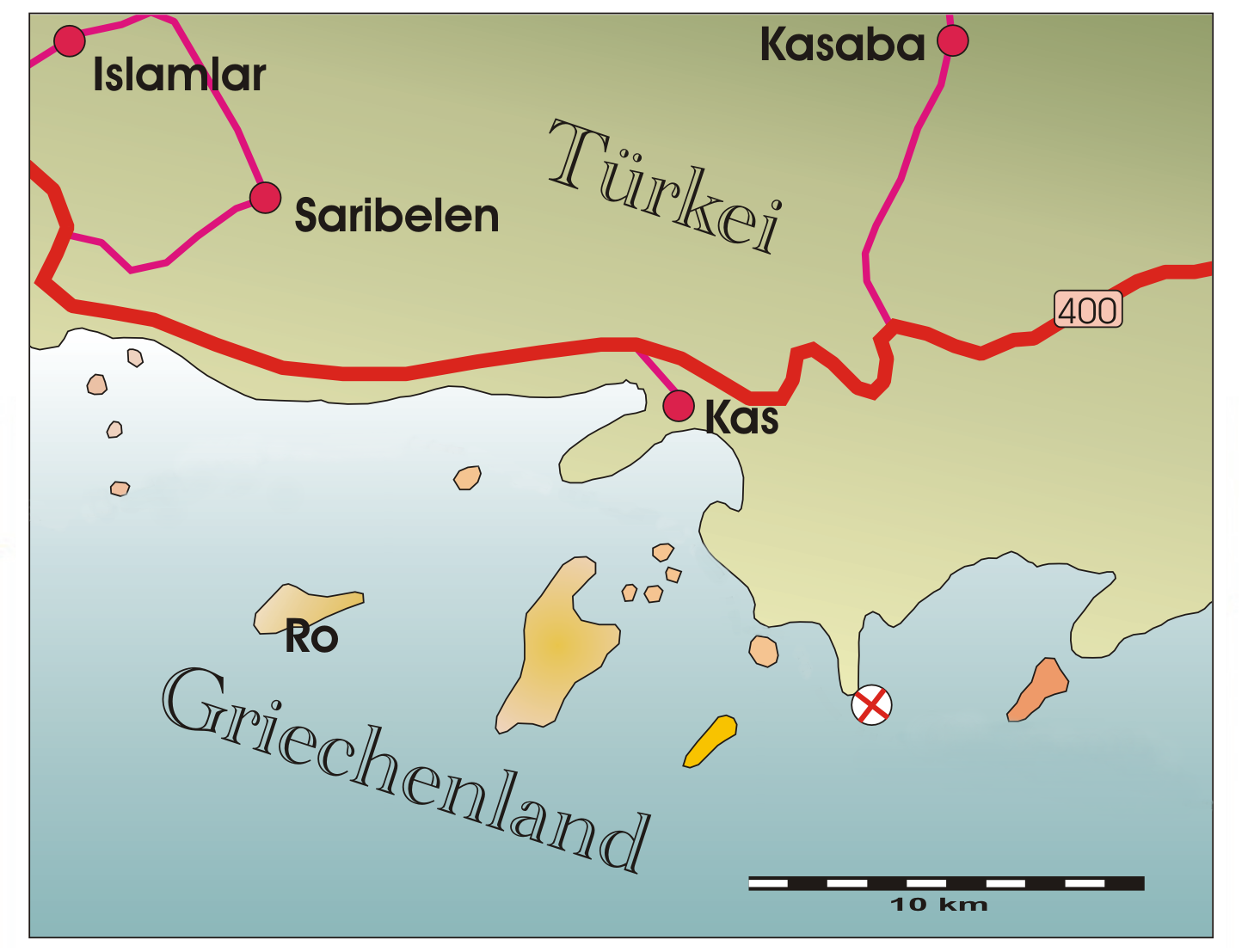
Místo nálezu.

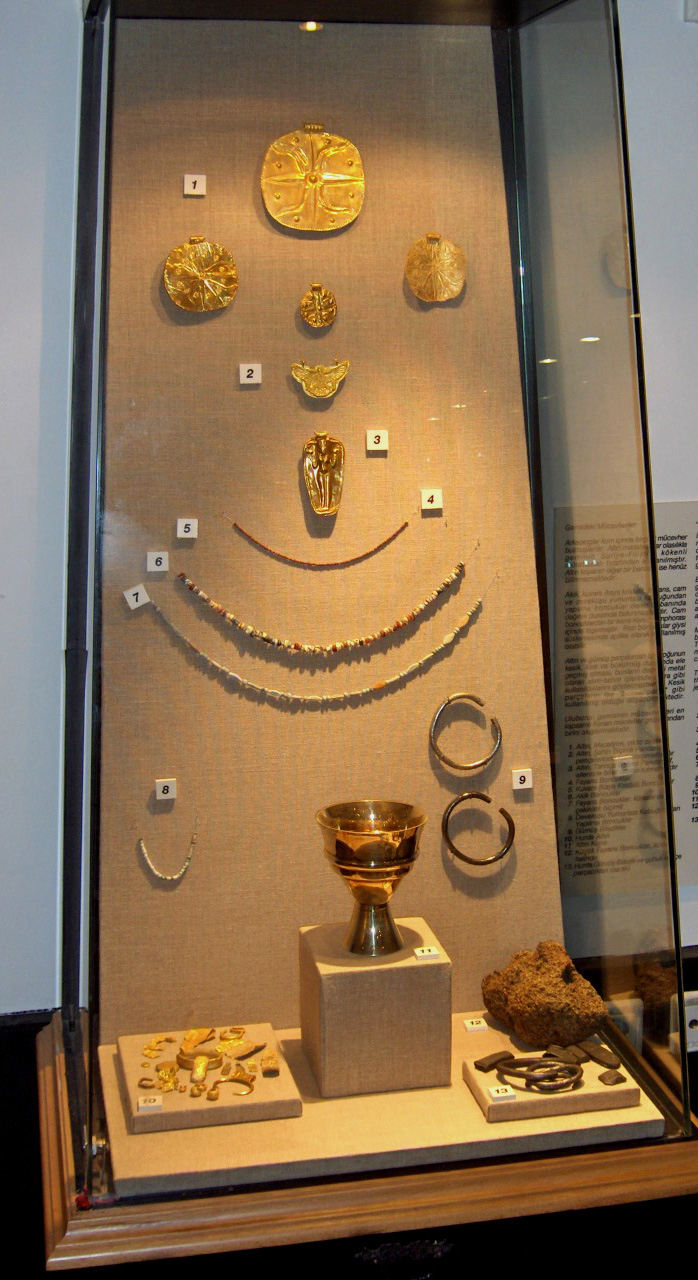
Některé ze zlatých nálezů.

Vrak z Uluburun je vrak lodi z pozdní doby bronzové datovaný na konec 14. stol. př. Kr., objevený poblíž východních břehů Uluburnu (Grand Cape) necelých 10 km jihovýchodně od města Kaş v jihozápadním Turecku. Vrak byl objeven v létě roku 1982 Mehmedem  Çakirem, místním potápěčem z vesnice Yalıkavak poblíž Bodrumu, hledajícím mořské houby. 
Mezi lety 1984 a 1994 proběhlo na lokalitě jedenáct po sobě jdoucích výzkumů, trvajících 3-4 měsíce, při nichž potápěči provedli 22 413 ponorů, a odhalili jeden z nejdůležitějších nálezových souborů z pozdní doby bronzové ve Středozemním moři.

## Objev

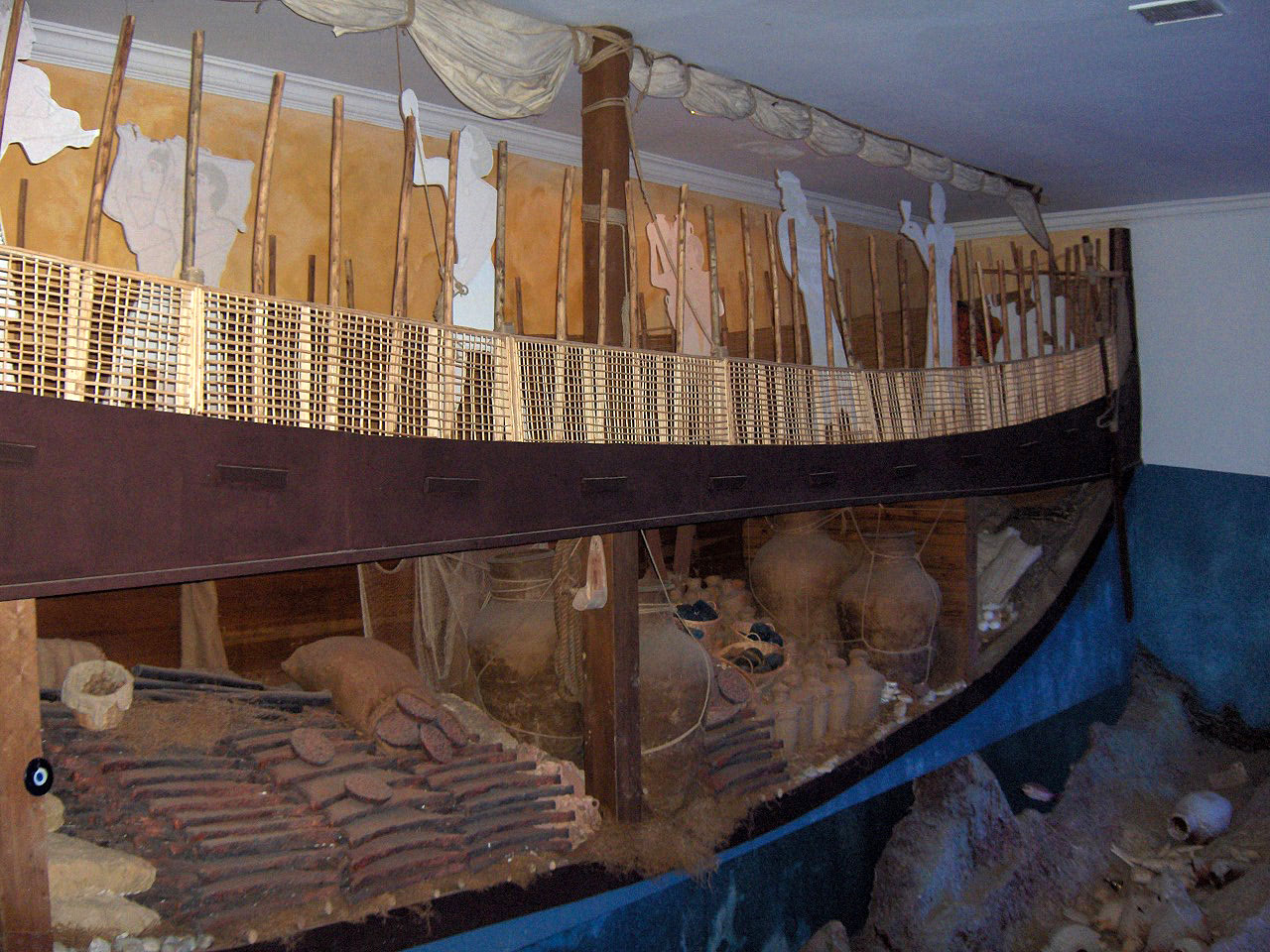
Rekonstrukce lodi v životní velikosti - muzeum podmořské archeologie v Bodrumu.

Vrak byl objeven v létě roku 1982 díky skicám "kovových keksů s oušky" Mehmeta Çakira, v nichž byly archeology rozpoznány ingoty tzv. typu "hovězí kůže" (obdélné ingoty, které svým tvarem připomínají hovězí kůži). Turečtí potápěči potápějící se pro mořské houby byli poučováni týmem Institutu podmořské archeologie (Institute of Nautical Archaeology – INA), jak během svých ponorů rozpoznat vraky pravěkých lodí. Çakirovy nálezy podnítily Oğuze Alpözena, ředitele Muzea podmořské archeologie v Bodrumu, k vyslání průzkumného týmu muzejníků a archeologů z INA za účelem lokalizování vraku lodi a záchrany jejího nákladu. Tým objevil několik měděných ingotů pouhých 50 metrů od Uluburunského pobřeží.

### Předpokládaná trasa lodi
V souvislosti s nálezy objevenými na palubě lodi je zřejmé, že loď vyplula buď z kyperských nebo syrsko-palestinských přístavů. Loď z Uluburun nepochybně plula z oblasti západního Kypru, ale o jejím přesném cíli se lze pouze dohadovat na základě výskytu artefaktů, odpovídajících typům nalezeným na palubě. Předpokládá se, že cílovou destinací plavby byl některý z přístavů v Egejském moři. Jako nejpravděpodobnější možnost se jeví přístav na ostrově Rhodos, který byl v této době v oblasti Egejského moře důležitým překladištěm. Podle výzkumníků měl být finálním cílem nákladu některý z mykénských paláců v pevninském Řecku. 

### Datování
Peter Kuniholm z Cornellovy univerzity v Ithace (stát New York) odebral vzorky cedrového a dubového dřeva pro dendrochronologické datování stáří nalezeného dřeva, a tím i k absolutnímu datování nálezu. Výsledky ukazují na rok 1305 př. Kr., ale vzhledem k tomu, že se nedochovaly žádné podkorní letokruhy, je vysoce pravděpodobné, že se loď potopila až po tomto roce. Původ dřeva byl lokalizován na území dnešního Libanonu, Kypru (cedr) a Turecka (dub).
Z obsahu a výzdoby keramických nálezů lze také vyvodit interval, v němž loď klesla ke dnu. Bylo to na konci amarnského období, ale nemohla se potopit po smrti egyptské královny Nefertiti (̝†1338 př. Kr.), jak svědčí unikátní nálezy zlatých skarabeů s jejím jménem, nalezené na palubě. Po smrti panovníků se totiž upomínky na jejich vládu ničily. V současnosti se uznává datování havárie na závěr 14. století př. Kr..
Původ artefaktů nalezených na palubě lodi se geograficky pohybuje od severní Evropy, přes Afriku, Sicílii, Sardinii, až po dalekou Mezopotámii. Předměty se zdají být produkty devíti nebo deseti kultur. Různé provenience ukazují, že oblast Egejského moře byla v pozdní době bronzové velmi důležitá z hlediska mezinárodního obchodu. 
Podle rekonstrukcí vědců různých oborů vrak z Uluburnu ilustruje prosperující námořní síť v pozdně bronzovém mediteránním prostoru. Inventář obrovského množství luxusních předmětů, královských darů i surovin vedl k hypotéze, že na lodi mohli plout i mykénští státníci doprovázející drahocenné dary.

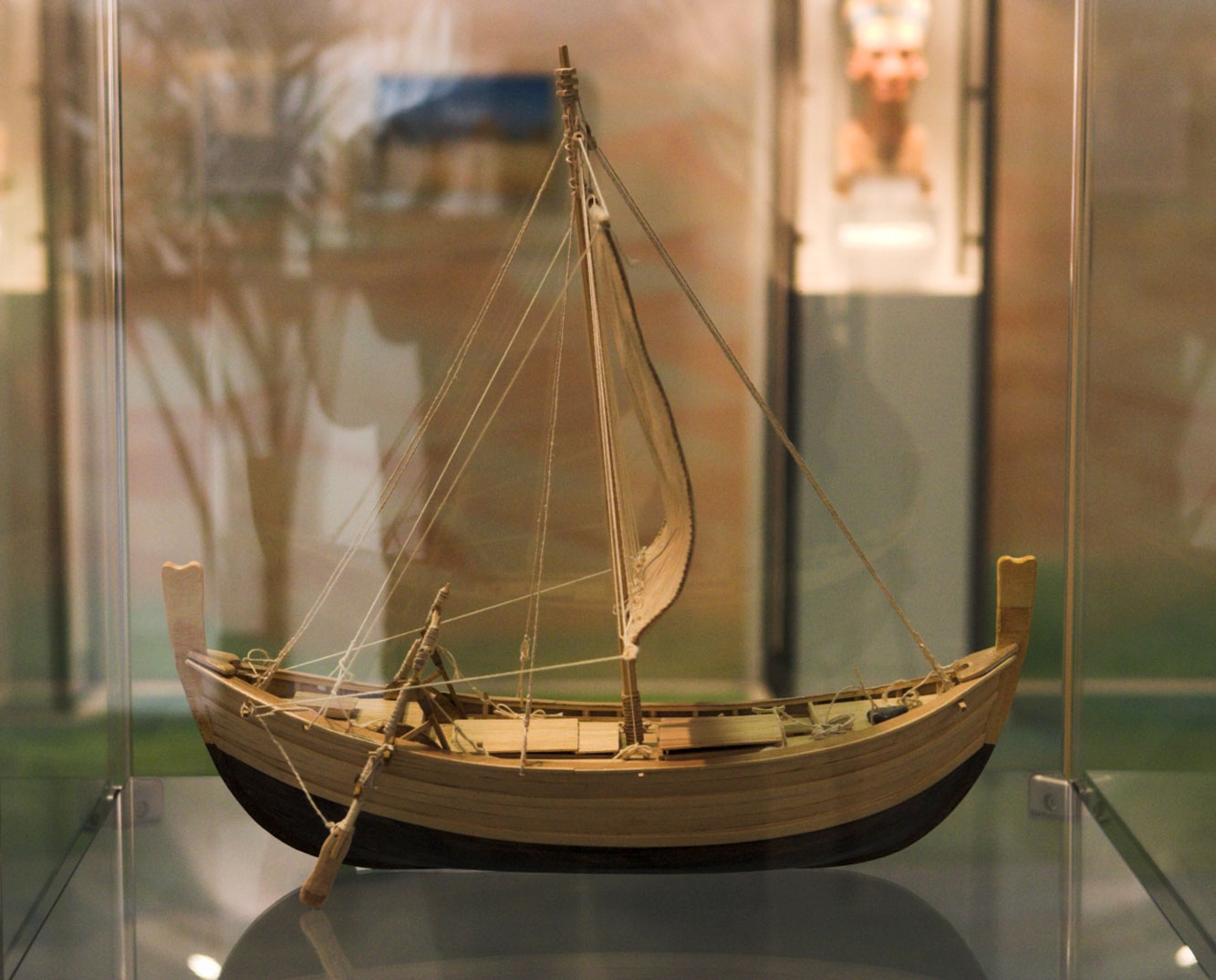
Dřevěný model možné podoby lodi.

## Loď
Loď byla poháněna větrem (plachtou) a veslaři a byla řízena kormidelníkem. Rozmístění fragmentů vraku a nákladu ukazuje, že loď byla dlouhá asi 15 až 16 metrů. 

## Náklad
Většina nákladu se skládala ze surovin, které byly obchodním artiklem a které byly před tímto nálezem známy primárně z antických textů nebo z maleb z egyptských hrobek. Nálezy odpovídají mnoha královským darům zmiňovaným v dopisech z Amarny nalezených v El-Amarně v Egyptě. 
- Měděné a cínové ingoty
  - Náklad měděné suroviny o celkové váze 10 tun, složený z 354 ingotů typu "hovězí kůže" (obdélné s držadly umístěnými v každém rohu).
  - Z celkového množství ingotů bylo minimálně 31 z nich opatřeno dvěma držadly, které byly s největší pravděpodobností uzpůsobeny k snazší přepravě na dlouhé vzdálenosti pomocí soumarů.
  - 121 měděných "drdolů" a oválných ingotů.
  - Ingoty ve tvaru hovězí kůže byly původně uloženy do čtyř oddělených řad napříč podpalubím lodi, které buď sklouzly po svahu poté co se loď potopila, nebo se posunuly v souvislosti s usazením trupu pod tíhou nákladu.
- Přibližně 1 tuna cínu, který by po slití s mědí vytvořil asi 11 tun bronzu. 
  - Cínové ingoty byly taktéž ve tvaru "hovězí kůže" a "drdolů".
- Keramické tzv. Kanaánské džbány jsou nádoby, sloužící jako zásobnice. Hojně se nalézají v Řecku, na Kypru, na Syrsko-palestinském území a v Egyptě. Tyto nádoby jsou typické pro hrnčířskou výrobu na maloasijském pobřeží pod vlivem egyptské kultury. Byly určeny jako tzv. severní typ a s největší pravděpodobností vyrobeny v severní oblasti dnešního státu Izrael. Nedávná analýza hlíny z kanaánských střepů z lokality Tell el-Amarna (18. dynastie) ukázala na stejnou surovinu jako v případě vraku z Uluburunu. Tento typ nádob byl v Amarně používán takřka výhradně k přepravě pistáciové pryskyřice. 
  - Sestavením střepů bylo napočteno nejméně 149 kanaánských džbánů
  - Většina nádob z vraku skutečně uchovávala pistáciovou pryskyřici, což byla antická obdoba dnešního terpentýnu).
  - Mnoho nádob obsahovalo olivy.
  - Jedna z nádob byla naplněna skleněnými korálky.
- Skleněné polotovary - ingoty
  - Asi 175 ingotů skla v tyrkysově a levandulově modré kobaltové barvě (jedná se o nejstarší známé, neporušené skleněné ingoty).
  - Chemické složení kobaltové modři v těchto ingotech je stejné jako u egyptských váz a mykénských závěsných korálků, což jasně ukazuje na společný zdroj.
- Náklad z různých materiálů
  - Klády Mosambického ebenu z Afriky (nejde o pravý eben, ale Egypťany tak byl nazýván).
  - Slonovina ve formě celých nebo částí sloních klů.
  - Více než tucet hroších zubů
  - Želví krunýře
  - Morex opercula (pravděpodobně přísada do kadidla)
  - Skořápky pštrosích vajec
  - Kyperská keramika
  - Kyperský lampový olej
  - Bronzové a měděné nádoby, z toho čtyři poháry ve tvaru beraní hlavy
  - Dvě slonovinové nádobky na kosmetiku
  - Slonovinové kosmetické lžičky
  - Trumpeta
  - Více než dvě desítky prstenů řezaných z mořských lastur
  - Jantarové korálky (baltský původ)
  - Achát
  - Karneol
  - Křišťál
  - Zlato
  - Fajánsová keramika
  - Sklo
- Šperky, zlato a stříbro
  - Kolekce použitelných i poškozených zlatých a stříbrných šperků z Kanaánu.
  - Mezi 37 zlatými předměty jsou náhrdelníky, medailonky, přívěsky, korálky, malý kruhový ingot a množství fragmentů.
  - Dvojkónický kalich (největší předmět ze zlata nalezený ve vraku).
  - Egyptské artefakty ze zlata, elektronu, stříbra a steatitu (mastku).
  - Zlatý skarabeus s reliéfním jménem královny Nefertiti
  - Bronzová ženská soška (hlava, krk, ruce a chodidla pokryta plátky zlata)
- Zbraně a nástroje
  - Hroty šípů
  - Kopí
  - Palice
  - Dýky
  - Sekera
  - Fragment zbroje blízkovýchodního typu
  - Čtyři meče (Kanaánský, Mykénský a Italský(?) typ)
  - Velké množství nástrojů
- Závaží
  - 19 závaží zoomorfního tvaru
  - 120 závaží geometrických tvarů
- Potraviny
  - Mandle
  - Piniové oříšky
  - Olivy
  - Grepy
  - Fíky
  - Světlice barvířská
  - Černý kmín
  - Škumpa
  - Koriandr
  - Granátová jablka
  - Několik zrnek spálené pšenice a ječmene

## Výzkum a výkopy
Institut podmořské archeologie započal výzkumy v roce 1984 pod vedením svého zakladatele George F. Basse a pokračoval pod vedením Cemala Pulaka, viceprezidenta institutu pro oblast Turecka, který řídil výzkumy od roku 1985 do roku 1994. Vrak ležel v hloubce 44 až 52 metrů na strmém skalnatém svahu plném pískových kapes. Polovina zaměstnanců participujících na výzkumu žila v táboře vybudovaném na jihovýchodním ostrohu, který se lodi kdysi patrně stal osudným. Zbytek týmu pobýval na palubě lodi Virazon - plavidla INA. Výzkumníci využívali podvodních telefonních budek a vzduchového výtahu. Lokalita byla i geodeticky zaměřena. Jako pomůcky pro orientaci exkavátoři užívali pásmo a kovové čtverce. Po dokončení terénních prací v září 1994 se veškeré úsilí soustředilo na konzervaci, studium a vzorkování pro různé analýzy v konzervátorské laboratoři v muzeu podvodní archeologie v Bodrumu.